# Holzwerder

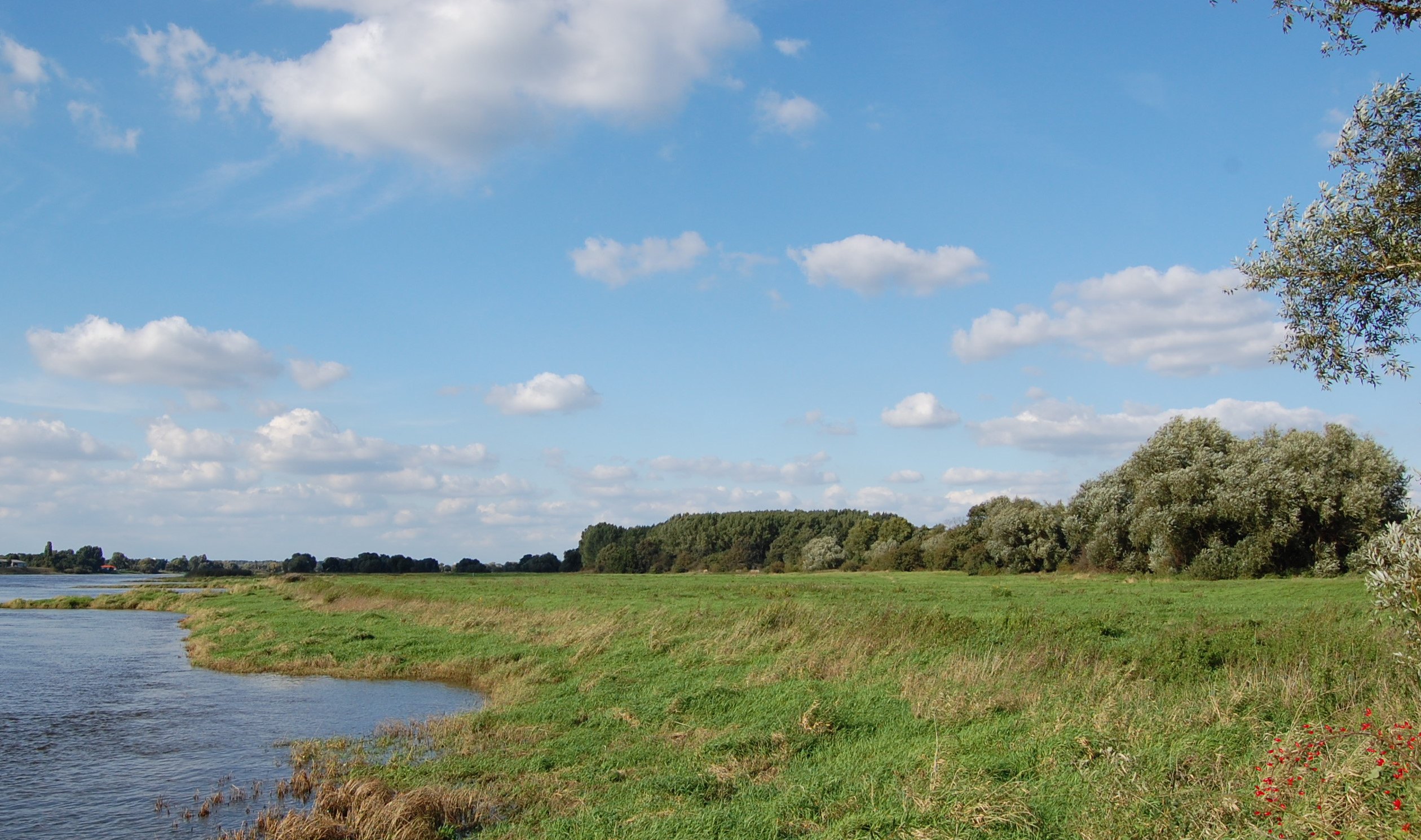
Blick über den Holzwerder vom östlichen Anleger der Fähre Westerhüsen

Der Holzwerder ist ein Landstrich am rechten Ufer der Elbe gegenüber den Dörfern Salbke und Westerhüsen. In historischer Zeit befand sich in diesem Bereich das Waldgebiet Praepositurholz.

## Lage
Der Werder erstreckt sich zwischen dem Elbufer und dem weiter östlich gelegenen Gewässer Kuhlenhagen. Nach Osten schließt sich die Kreuzhorst an. Im Süden reicht das Gebiet bis zur Fähre Westerhüsen. Südlich hiervon liegt der Kapitelwerder. Heute gehört der nördliche Teil des Geländes zum Magdeburger Stadtteil Kreuzhorst, der südliche zum Stadtteil Randau-Calenberge. Auch derzeit befindet sich in Teilen des Gebiets ein Wald, wobei jedoch die Bezeichnung Praepositurholz bzw. Praepositurwald hierfür nicht mehr geläufig ist und auf üblichen Karten noch nicht verzeichnet wird. Der Wald wird, da auch im entsprechenden Stadtteil gelegen, üblicherweise mit zur Kreuzhorst gezählt. Im Übrigen wird der Bereich durch ausgedehnte Wiesen geprägt. Da keine Eindeichung erfolgte, ist das Gebiet häufig durch Hochwasser der Elbe betroffen.

## Geschichte
Der Name Praepositurholz rührte von Propst (Praepositus), dem Verwalter weltlicher Angelegenheiten eines Klosters her. Der Wald war lange Zeit in Besitz des Magdeburger Klosters Sankt Sebastian. Seine südliche Grenze zum auf dem Kapitelwerder befindlichen Kapitelholz wurde von einem Grenzgraben markiert. Als Förster des Waldes ist aus der Zeit um 1600 Moritz Sangerhausen überliefert, der im Forsthaus Kuhlenhagen lebte. Aufgrund der abgeschiedenen Lage sollen sich die Zerstörungen und Beeinträchtigungen durch den Dreißigjährigen Krieg in Grenzen gehalten haben. Allerdings setzte Tilly mit seinen Truppen am 6. Mai 1631 an der Fähre Westerhüsen über die Elbe, so dass sich größere Truppenteile auch einige Zeit unmittelbar im Praepositurholz aufgehalten haben. Darüber hinaus befanden sich mit Trutz Tilly und Magdeburger Succurs zwei Schanzen in unmittelbarer Nähe, an denen es auch zu Kampfhandlungen kam.
Später erwarb das Magdeburger Kloster Unser Lieben Frauen, das auch Eigentümer der Kreuzhorst war, den Rest von Kuhlenhagen. Der Waldbestand dürfte im Zusammenhang mit dem Wiederaufbau Magdeburgs nach der Zerstörung im Jahr 1631 stark zurückgegangen sein.

### Streitigkeiten zwischen Verwaltern von Praepositur- und Kapitelholz
Der Förster des Präpositurholzes befand sich in einem dauerhaften tiefen Streit mit dem Förster des Kapitelholzes Joachim Schnauke, so dass es zu ständigen beiderseitigen Übergriffen kam, in dem jeweils unberechtigter Weise vom anderen Holz abgefahren oder eine Wiese gemäht wurde. Überliefert ist, dass nach einem Versehen des Knechts des Moritz Sangerhausen dessen Kühe südlich der Grenze weideten. Schnauke trieb die Kühe zunächst in seinen Stall und forderte dann eine Geldbuße. Häufig mussten Praepositus Heinrich von Troßkau und die Domherren als Eigentümer des südlichen Bereichs schlichtend eingreifen.
Nachdem Schnauke etwa 1631 verstorben war, übertrug man Sangerhausen auch das Kapitelholz. Nach seinem baldigen Tod 1632 benannte das Kloster als Nachfolger Peter Voigt. Nach Voigts Tod stritten Kloster und Domherren um das Recht, den Förster zu ernennen. Beim Kloster war – bedingt durch die Kriegswirren – in Vergessenheit geraten, dass der Förster nur zum Teil Eigentum des Klosters, im Übrigen jedoch Eigentum der Domherren verwaltete. Die Akten waren weitgehend vernichtet, die älteren Einwohner tot. Daher reklamierte das Kloster nach Voigts Tod für sich das Recht, den Förster zu bestimmen, während das Domkapitel eigene Ansprüche geltend machte. Auf Ortsterminen am 27. Juli und 8. August 1659 wurden drei ältere Westerhüsener Einwohner zu den vormaligen Besitzverhältnissen befragt. David Koch aus Westerhüsen konnte noch konkrete Angaben machen und zeigen, wo der alte Grenzgraben verlief. Das Sebastianskloster erkannte daraufhin die Ansprüche des Domkapitels an.
Am 17. März 1739 veräußerte Leopold II. Maximilian von Anhalt-Dessau für 13.000 Thaler das Holz des Praepositurwerders. Dieser gehörte zu diesem Zeitpunkt dem Dekanat des Domkapitels. Sowohl das Domkapitel als auch das Kapitel von Sankt Sebastian hatten dem Verkauf zuvor zugestimmt. Der Praepositurwerder wurde zu Wiesewachs gemacht. Das Geld wurde später zum Ankauf von Gütern für das Dekanat genutzt. So wurde auch der weiter südlich gelegene Greifenwerder angekauft.